# Katharine Way
Pour les articles homonymes, voir Way.
Katharine "Kay" Way (20 février 1902 - 9 décembre 1995) est une physicienne américaine connue pour ses travaux sur le Projet des Données Nucléaires. Pendant la Seconde Guerre mondiale, elle a travaillé pour le projet Manhattan au Metallurgical Laboratory de Chicago.

## Enfance et Formation
Katharine Way naît à Sewickley, en Pennsylvanie, la deuxième enfant de William Addisson Way, un avocat, et de son épouse Louise Jones. Elle a un frère aîné et une sœur cadette. Baptisée à l'origine Catherine, elle modifiera plus tard l'orthographe en Katharine. Ses amis et collègues la connaissent sous le nom de Kay. Sa mère décède alors qu'elle a douze ans et son père épouse en secondes noces une otorhinolaryngologiste qui sera un modèle de femme de carrière pour la jeune fille.
Way fait ses études au pensionnat Miss Hartridge à Plainfield (New Jersey) et au Rosemary Hall à Greenwich, (Connecticut). En 1920, elle entre au Vassar College, mais est contrainte d'abandonner deux ans après être tombée malade d'une suspicion de tuberculose. Après sa convalescence à Saranac Lake, elle fréquente le Barnard College pendant deux semestres en 1924 et 1925.
De 1929 à 1934, elle étudie à l'Université Columbia, où Edward Kasner suscite son intérêt pour les mathématiques et co-écrit son premier article académique publié. Elle obtient son baccalauréat universitaire en sciences en 1932. Elle part ensuite à l'Université de Caroline du Nord, où John Wheeler stimule son intérêt pour la physique nucléaire et elle est devenue son premier doctorant. La difficulté à trouver un emploi pendant la Grande Dépression, l'amène à demeurer étudiante diplômée après avoir terminé son doctorat.
En 1938, elle obtient la bourse Huff de recherches du Bryn Mawr College, ce qui lui permet de recevoir son doctorat pour sa thèse sur la physique nucléaire, Photoelectric Cross Section of the Deuteron,. Elle prend par la suite un poste d'enseignement à l'Université du Tennessee en 1939, devenant professeur adjoint en 1941.
Lors d'une conférence à New York en 1938, Way présente un article, « Nuclear Quadrupole and Magnetic Moments » (Quadrupole nucléaire et moments magnétiques), dans lequel elle étudie la déformation d'un noyau atomique en rotation selon trois modèles, dont le modèle de goutte liquide de Niels Bohr. Elle poursuit avec un examen plus approfondi du modèle de goutte liquide dans un article intitulé « The Liquid-Drop Model and Nuclear Moments » (Le modèle de goutte liquide et les moments nucléaires) dans lequel elle montre que le noyau résultant en forme de cigare pourrait être instable. Wheeler se rappellera plus tard que : « Un jour  [Katherine Way] est arrivée et a signalé une difficulté. Les équations ne donnait aucune solution dans le cas d'un noyau suffisamment chargé tournant à une vitesse angulaire suffisamment grande. Il était clair que nous avions à faire dans ce cas à une sorte d'instabilité. Il a fallu attendre 1939 et la découverte de Hahn et Strasmann pour reconnaître la nature de l'instabilité : la fission nucléaire. Pourquoi ne sommes-nous pas allés plus loin dans l'analyse de l'énergie de déformation et n'avions nous pas prédit la fission avant sa découverte? Ce n'était pas une difficulté en mathématiques. C'était une difficulté dans le modèle. Il n'a pas donné les bonnes amplitudes et les bonnes tendances pour les moments magnétiques nucléaires,. » 

## Projet Manhattan
En 1942, Wheeler recrute Way pour travailler sur le projet Manhattan au Metallurgical Laboratory de Chicago. En collaboration avec le physicien Alvin Weinberg, Way analyse les données des flux neutroniques des premières conceptions de réacteurs nucléaires d'Enrico Fermi pour voir s'il serait possible de créer une réaction en chaîne nucléaire autonome. Ses calculs sont utilisés pour la construction de Chicago Pile-1. Elle examine ensuite le problème de l'empoisonnement nucléaire des réacteurs par certains produits de fission. Avec le physicien Eugene Wigner, elle développe l'approximation Way-Wigner pour la désintégration des produits de fission,.
Way visite le site de Hanford et le laboratoire de Los Alamos. Au milieu de 1945, elle déménage à Oak Ridge (Tennessee), où elle poursuit ses recherches sur la désintégration nucléaire. Pendant son séjour, elle commence à se spécialiser dans la collecte et l'organisation des données nucléaires.
Avec Dexter Masters, elle co-édite le bestseller de 1946 du New York Times, One World or None: a Report to the Public on the Full Signification of the Atomic Bomb. Le livre comprend des textes de Niels Bohr, Albert Einstein et Robert Oppenheimer, et est vendu à plus de 100 000 exemplaires,.
Way déménage à Washington, DC en 1949, où elle travaille pour le National Bureau of Standards. Quatre ans plus tard, elle convainc le Conseil national de recherches de l'Académie nationale des sciences de mettre en place le Nuclear Data Project (NDP), une organisation spécialement chargée de la collecte et de la diffusion des données nucléaires, sous sa direction. Le NPD s'installe au Laboratoire national d'Oak Ridge en 1964, et Way reste à sa tête jusqu'en 1968. À partir de 1964, le NPD publie une revue, Nuclear Data Sheets, pour diffuser les informations qu'il recueille. L'année suivante, une deuxième revue rejoint le premier : Atomic Data and Nuclear Data Tables. Elle persuade les rédacteurs en chef de Nuclear Physics d'ajouter des mots clés aux articles pour faciliter les références croisées.
Way quitte le NPD en 1968. Elle devient professeure auxiliaire à l'Université Duke de Durham (Caroline du Nord) et continue à être rédactrice de Nuclear Data Sheets jusqu'en 1973 et Atomic Data and Nuclear Data Tables jusqu'en 1982. Plus tard, elle s'intéresse aux problèmes de santé des personnes âgées et fait pression pour améliorer leurs soins.
Way, qui ne s'est jamais mariée, décède à Chapel Hill (Caroline du Nord), le 9 décembre 1995.

## Bibliographique
- Ruth H. Howes et Caroline L. Herzenberg, Their Day in the Sun : Women of the Manhattan Project, Temple University, 1999 (ISBN 978-0-585-38881-6, OCLC 49569088)
- Jagdish Mehra et Helmut Rechenberg, The Historical Development of Quantum Theory, New York, Springer, 1982, 1614 p. (ISBN 978-0-387-95086-0, OCLC 7944997, lire en ligne )
- Susan Ware et Stacy Lorraine Braukman, Notable American Women : a Biographical Dictionary Completing the Twentieth Century, Cambridge, Massachusetts, Belknap Press, 2004, 729 p. (ISBN 978-0-674-01488-6, OCLC 56014756, lire en ligne)
- John Archibald Wheeler, Some Men and Moments in the History of Nuclear Physics : The Interplay of Colleagues and Motivations, Minneapolis, University of Minnesota Press, 1979 (OCLC 6025422)